# Шебір
Шебі́р (каз. Шебір) — село у складі Мангистауського району Мангистауської області Казахстану. Адміністративний центр та єдиний населений пункт Шебірського сільського округу.
Населення — 1350 осіб (2021; 1299 у 2009, 1234 у 1999, 863 у 1989).